# گرای
گرای (به لاتین: Gəray) یک منطقه مسکونی در جمهوری آذربایجان است که در شهرستان قوبا واقع شده است. گرای ۱۲۸ نفر جمعیت دارد.